# Bilbo's Last Song
Bilbo's Last Song (A Última Canção de Bilbo) é um poema escrito por J. R. R. Tolkien e por ele presenteado à sua secretária, Joy Hill, em 1966.
O livro, assim como Leaf by Niggle, foi publicado postumamente e ilustrado por Pauline Baynes.
Nele Bilbo, herói aventureiro de O Hobbit, é retratado antes de deixar a Terra-média para pegar um navio com destino às Terras Imortais além do pôr do sol, ao fim de O Senhor dos Anéis.
Foi publicado em forma de pôster em 1978 e, em 1990, em forma de livro, ambos com ilustrações de Pauline Baynes que delineiam a jornada que traz o portador do anel e a companhia dos elfos para os Portos Cinzentos e o navio que está esperando para os levar até sua jornada final.
Ocorrendo concomitantemente está uma série de cenas de O Hobbit; então Bilbo relembra sua primeira jornada enquanto contempla sua última. Amiga do autor por muitos anos, Pauline Baynes incluiu várias das ideias de Tolkien no retrato dos personagens e cenas.
Em 2013, o livro foi publicado no Brasil pela editora Martins Fontes - Selo Martins, em versão brochura e capa dura.